# Acétylénique
 (février 2017).
Si vous disposez d'ouvrages ou d'articles de référence ou si vous connaissez des sites web de qualité traitant du thème abordé ici, merci de compléter l'article en donnant les références utiles à sa vérifiabilité et en les liant à la section « Notes et références ».
En chimie organique, le terme acétylénique désigne :
- une position doublement insaturée (hybride sp) sur un squelette moléculaire, par exemple dans un alcyne comme l'acétylène ;
- un fragment éthynyle, HC{\displaystyle \equiv }C-, ou fragment homologue substitué.